# 肥郷区
肥郷区（ひきょう-く）は中華人民共和国河北省邯鄲市に位置する市轄区。

## 歴史
221年（黄初2年）、三国時代の魏により列人県及び邯溝県の一部に肥郷県が設置された。534年（天平元年）、東魏により廃止され臨漳県に編入されたが、590年（開皇10年）に再び設置された。
1958年に廃止となり、管轄区域は曲周県及び永年県に編入されたが、1961年に再び設置された。2016年9月に市轄区の肥郷区に改編された。

## 行政区画
- 鎮:肥郷鎮、天台山鎮、辛安鎮鎮、大寺上鎮、東漳堡鎮、毛演堡鎮、西呂営鎮、元固鎮、北高鎮